# Gert P. Spindler

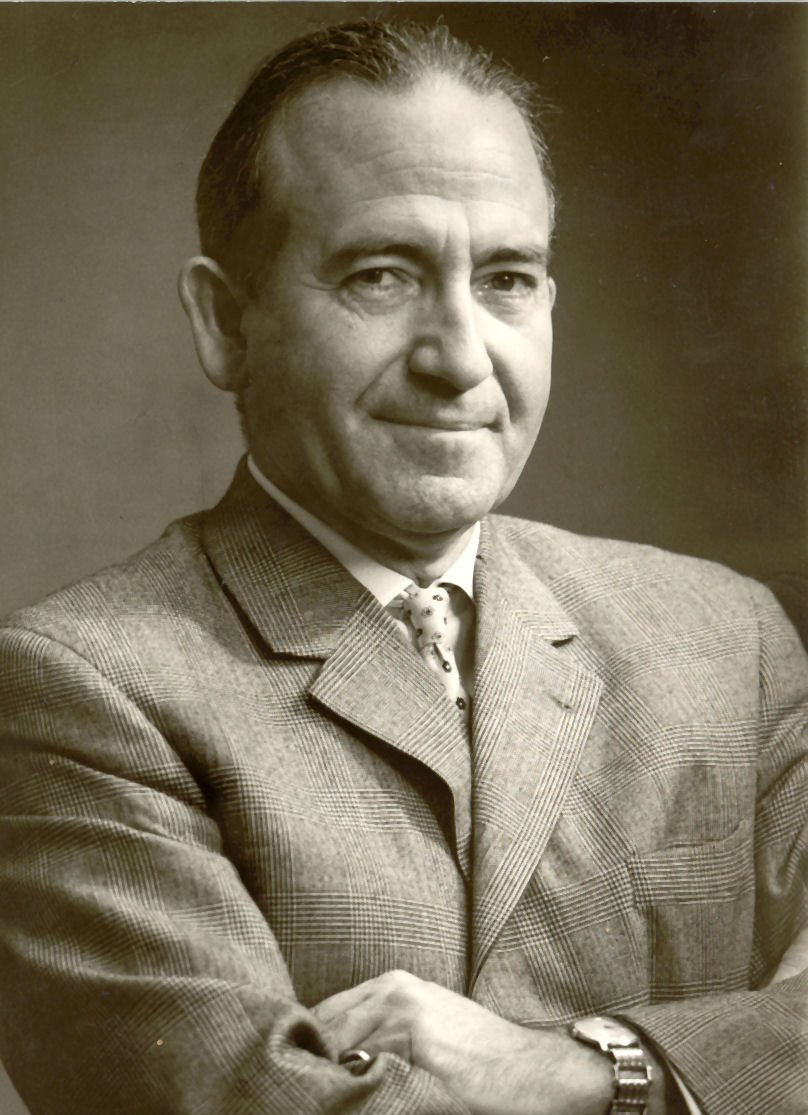
Gert P. Spindler

Gert Paul Spindler (* 9. Mai 1914 in Hilden; † 21. Oktober 1997 in Erkrath) war ein deutscher Unternehmer in der Textilindustrie, Publizist, Unternehmensberater, Politiker und Mäzen.

## Leben
Gert Spindlers Eltern waren Paul Spindler (1872–1949) und Meta Spindler geb. Sondermann (1877–1957). Die Großeltern waren Adolph Spindler (1839–1895) und Elise Spindler geb. vom Baur (1835–1903) sowie Eduard Sondermann (1841–1898) und Ida Sondermann geb. Engstfeld (1844–1926). Die Familie Spindler kam ursprünglich aus Franken in den Hunsrück, von dort nach Kassel, später nach Elberfeld.
Gert P. Spindler absolvierte von 1920 bis 1924 die Volksschule Hilden-Meide und anschließend bis 1931 die Helmholtz-Oberrealschule Hilden. Im Frühjahr trat er als Lehrling in das elterliche Textil-Unternehmen Kampf & Spindler in Hilden ein und durchlief dort alle Abteilungen. Von 1933 bis 1934 besuchte er die Seidenwebschule Zürich. Von 1934 bis 1935 folgte ein Volontariat bei dem Unternehmen T. F. Firth & Sons in London, das Teppiche, Möbelbezugs- und Dekorationsstoffe herstellte. Von 1935 bis 1937 leistete er seinen Wehrdienst bei der Wehrmacht ab. Ende 1937 kehrte er nach Hilden und zu Kampf & Spindler zurück. Er studierte die Produktionsvorgänge in Färberei und Druckerei. Am 7. November 1938 bekam er Prokura erteilt, ab dem 9. Mai 1939 war er Geschäftsführer und Mitinhaber.
Vom 1. September 1939 bis 8. August 1943 leistete er Kriegsdienst im Zweiten Weltkrieg. Aus der ganzen Kreigszeit liegen umfangreiche eigene Tagebuchnotizen seiner Zeit im Wirtschaftsstab Ost vor.
Nach dem Zweiten Weltkrieg leitete er das Textilunternehmen Kampf & Spindler, das 1950 in Paul-Spindler-Werke KG umfirmierte. Am 30. Dezember 1970 war durch die Textil-Absatzkrise die Tradition der Textilindustrie in Hilden endgültig zu Ende.

## Unternehmer
Der berufliche Werdegang von Gert P. Spindler war eng mit der ursprünglich 1832 in Elberfeld gegründeten Seidenfabrik Kampf & Spindler verbunden, die zu Gert P. Spindlers Geburt bereits ihren Sitz in Hilden hatte. Gründer des Unternehmens waren sein Urgroßvater Johann Christian Spindler (* 27. Juli 1801 in Kassel; † 29. Januar 1881 in Hilden) und Johann Wilhelm Kampf (* 1799 in Elberfeld; † 10. August 1875 in Hilden). Gert P. Spindlers Vater, Paul Spindler (* 25. Februar 1872) war bereits die 3. Generation in der Unternehmensleitung und Gert als einziger Sohn war dazu bestimmt, das Unternehmen in der 4. Generation zu leiten. Nach dem plötzlichen Tod seines Vaters am 14. März 1949 übernahm er die alleinige Geschäftsführung.
Organisatorische Maßnahmen wurden erforderlich, Entscheidungsbefugnisse und Verantwortung wurden vom alleinigen Geschäftsführer auf die Abteilungsleiter delegiert. Gert P. Spindler weihte die leitende Mitarbeiterschaft in die Führungsprobleme des Industrieunternehmens ein.
In den Jahren von 1950 bis 1951 setzte mit der Errichtung einer eigenen Zellwollgarn-Spinnerei den Plan seines Vaters um und gliederte den neuen Betrieb in das Unternehmen ein. Bei dieser Gelegenheit erfolgte auch die Umfirmierung in Paul-Spindler-Werke KG.
Das Textilunternehmen hatte drei Standorte in Hilden (ab 1848 an der Klotzstraße, ab 1931 an der Ecke Hummelster- / Hochdahler Straße, ab 1937 an der Walder Straße) und Zweigwerke in Baumberg bei Monheim (1902–1957), Nastätten (1908–1957) und Gummersbach (1937 von Sondermann & Co. übernommen, bis 1957).
In den folgenden Jahren organisierte er die Aufweichung des Vertikalaufbaus von der „chemischen Faserspinnung bis zum fertig gefärbten Gewebe“ durch Zu- und Verkauf von halbfertigen Erzeugnissen bzw. Ausführung von einzelnen Arbeitsgängen in Fremdbetriebe. Damit wurde der Weg frei für eine Neugestaltung des Verkaufssortiments und die Einschaltung in den Export, der bis dahin als Markt völlig gefehlt hatte.
Wegen der Textilabsatzkrise mussten 1970 auch die Hildener Betriebsstätten der Paul-Spindler-Werke endgültig schließen.
Die Stadt Hilden erwarb von der Erbengemeinschaft Spindler die Werksgelände und ließ alle Fabrikgebäude abbrechen. Auf dem ehemaligen Gelände der Weberei und Spinnerei (1848–1970) an der Hofstraße liegt heute der Stadtpark und die Seniorenresidenz am Stadtpark ehemals Seniorenstift Curanum. Auf dem Gelände der ehemaligen Färberei (1931–1970) östlich der Hochdahler Straße entstand eine Wohnbebauung. Auf dem Gelände der ehemaligen Reyonspinnerei (1939–1970) an der Walder Straße wurde das Gewerbegebiet Itterpark gebaut. Im ehemaligen Verwaltungsgebäude an der Klotzstraße logieren seit 12. August 1988 Gäste im „Hotel am Stadtpark“.

### Mitunternehmertum
Bundesweites Aufsehen erregte Gert P. Spindler, als er zum 1. Januar 1951 in seinem Unternehmen ein System der Mitarbeiter–Gewinnbeteiligung installierte. Das „Mitunternehmertum“ wurde als „Spindler-Plan“ in der Öffentlichkeit bekannt. Die 2500 Mitarbeiter der Belegschaft waren zu einem Viertel am Gewinn beteiligt. Dies war praktische Verwirklichung des Gedankens der Errungenschaftsgemeinschaft.

### Mitbestimmung
Zwischen Unternehmensleitung und Belegschaft wurden die Mitbestimmungs- und Mitentscheidungsrechte, „Partnerschaft statt Klassenkampf“ eingeführt. Diese Abmachungen gingen damals weit über das hinaus, was erst später im Betriebsverfassungsgesetz für die gesamte Wirtschaft verankert wurde.

## Publizist
Gert P. Spindler gegründete im Herbst 1949 die Wochenzeitschrift „Der Fortschritt“. Er sah die Notwendigkeit, dass die Stimmen des Staatsbürgers im Allgemeinen und einzelner vom unglücklichen Ausgang des Kriegs besonders betroffener Gruppen eine Möglichkeit bekommen, sich in dem werdenden neuen Staatsgebäude Gehör zu verschaffen.

## Unternehmensberater
Der Bundesverband Mitarbeiterbeteiligung wurde im Oktober 1950 von einer Unternehmergruppe um Gert P. Spindler als Arbeitsgemeinschaft zur Förderung der Partnerschaft in der Wirtschaft (AGP) gegründet. Anliegen der Gründer war es, durch Mitwirkung, Mitverantwortung und finanzielle Beteiligung der Mitarbeiter am Gewinn und am Kapital der Unternehmen eine Gesellschaft von Teilhabern als „dritten Weg zwischen Kapitalismus und Sozialismus“ zu etablieren. Die AGP zählte 1970 über 200 Mitgliedsunternehmen. 2015 feierte die AGP ihr 65-jähriges Bestehen.

## Politisches und soziales Engagement
Neben seiner Unternehmertätigkeit engagierte sich Gert P. Spindler nach 1945 auch politisch, besonders setzte er sich ein für den Ausgleich sozialer und menschlicher Nachkriegsspannungen (Flüchtlinge – Einheimische, Arbeitnehmer – Arbeitgeber) sowie für die Aussöhnung mit den Gegnern im letzten Krieg.
Politisch tätig wurde Spindler nach 1945 durch Mitgründung der Tatgemeinschaft freier Deutscher, einer Gruppe vornehmlich heimatvertriebener Deutscher, die parteiunabhängige politische Mandate anstrebte. Als nicht lizenzierte Gruppierung konnte sie die rechnerisch errungenen Mandate nicht wahrnehmen und focht daher die Wahl zum ersten Deutschen Bundestag an.

## Kunstmäzen
Auf Initiative von Gert P. Spindler, der auch schon das Stammhaus des Baukreises in Hamburg unterstützt hatte, wurde die Werkstättengemeinschaft „Der Baukreis Hilden“ eingerichtet. Die private Kunstschule befand sich von 1947 bis 1953 im zuvor ungenutzten Oberlichtsaal der Fabrik von Kampf & Spindler an der Ecke Klotzstraße / Hofstraße.

## Privatleben
Gert P. Spindler heiratete am 25. April 1942 in Rüdesheim Wiltrud Fischer (* 6. März 1919; † 1986). Aus der Ehe gingen die beiden Kinder Claudia (* 24. Februar 1943) und Frank Paul Friedrich (* 1. April 1946) hervor. Ihre Spindler-Villa lag im heutigen Stadtpark, sie beherbergte von 1978 bis 1992 die Musikschule. Seit 1. September 1992 spielen dort die Kinder des „Kindergartens im Park e. V.“ mit den Gruppen „Itterbonbons“ und „Kinderkiste“.

## Schriften

### Monografien
- Der Leistungsstaat. Vorschlag zur Neugestaltung unserer politischen, gesellschaftlichen und wirtschaftlichen Ordnung. Komet (Wilh. Hagemann), Düsseldorf 1948.
- Die Menschenwürdige Tat. Berichte aus der Kriegszeit. Komet, Düsseldorf 1948.
- Das Problem des Mitbestimmungsrechts. Stellungnahmen und Vorschläge der Unternehmerschaft. Mai 1950.[2]
- Rundschreiben zur Kenntnisnahme Arbeitsgemeinschaft selbständiger Unternehmer / Arbeitsgemeinschaft zur Förderung der Partnerschaft in der Wirtschaft e. V. (AGP) vom 5. November 1950, betr. „Mitunternehmertum“[2]
- Das Mitunternehmertum. Der Dritte Weg zur wirtschaftlichen Mitbestimmung. Denkschrift an die Gesetzgeber. 1951.[2]
- Mitunternehmertum. Vom Klassenkampf zum sozialen Ausgleich. Kinau, Lüneburg 1951.
- Förderung des Mitdenkens durch Preisausschreiben. In: Mensch und Arbeit, 5. Jahrgang 1953, Heft 3.
- Partnerschaft statt Klassenkampf. 2 Jahre Mitunternehmertum in der Praxis. Kohlhammer, Stuttgart / Köln 1954.
- Gert P. Spindler, Tagebuchnotizen, Briefe, Zeitungsartikel. Paul-Spindler-Werke KG, Hilden 1956.
- Die Produktionsumstellung der Paul-Spindler-Werke KG. Der Beschluss vom 6. Febr. 1957. Paul-Spindler-Werke KG, Hilden 1957.
- Entwicklung und Gestaltung der Spindler-Werke. (zum 125jährigen Jubiläum) Paul Spindler-Werke KG, Hilden 1957.
- Neue Antworten im sozialen Raum: Leitbilder für Unternehmer. Econ-Verlag, Düsseldorf / Wien 1964.
- Praxis der Partnerschaft. Erfahrungen und Erkenntnisse eines Unternehmers. Econ-Verlag, Düsseldorf / Wien 1970, ISBN 3-430-18671-4.
- Public Relations, Aufgabe für Unternehmer. Herder & Herder, Frankfurt (Main) / New York 1974, ISBN 3-585-32019-8.
- Hildener Modell für innerbetriebliche Kommunikation. Spindler Public Relations, Hilden 1978.
- Das Unternehmen in kritischer Umwelt. Öffentlichkeitsarbeit zwischen Macht und Menschen. Frankfurter Allgemeine Zeitung, Frankfurt / Gabler, Wiesbaden 1987, ISBN 3-409-19105-4.
- (als Herausgewber und Redaktuer): Spindler-Preis Wirtschaft verstehbar gemacht. Selbstverlag G. P. Spindler, Erkrath-Hochdahl 1988.
- Im Banne des Zeitgeschehens. Ein Leben im 20. Jahrhundert. Beobachtungen, Erfahrungen, Handlungen. Erkrath 1993.[2]
- Das Spindler-Modell. Erinnerungen eines Unternehmers. Universitas, München 1994, ISBN 3-8004-1306-X.

### Herausgeberschaften
- mit Devere Allen, George Catlin, Vera Brittain und Sheila Hodges: Above All Nations. Harper & Brothers, New York 1949.
- mit E. Guilleaume: Denkschrift an das deutsche Volk zur Bildung einer dem Volke gemässen Reichsverfassung. (1. Entwurf) o. D. 1951.[2]
- mit E. Guilleaume: Mitbestimmung der Betriebe. Denkschrift an die Gesetzgeber zur Frage der Bildung eines Bundeswirtschaftsrates. 1951.[2]
- mit Wolfgang Walter: Entwicklung und Gestaltung der Spindler-Werke. Paul-Spindler-Werke KG, Hilden 1957.
- Mitbestimmung ist anders. In: Die Zeit, Nr. 46 vom 12. November 1965.[2]
- Dokumentation über die Tatgemeinschaft Freier Deutscher. Eingeleitet und kommentiert durch Gert P. Spindler, Mitinitiator und Mitbegründer der Tatgemeinschaft Freier Deutscher. 25. Juli 1988, darin Rundschreiben, Flugschriften, Programme, Gutachten, auch zur Anfechtung der Wahl zum ersten Deutschen Bundestag 1949, inhaltlich bis ca. 1955.[2]
- Tatgemeinschaft Freier Deutscher, Zeitschrift, erschienen in Düsseldorf von Nr. 1 (1949) bis Nr. 45 (1951) (ZDB-ID 5356398)

### Vortragsskripte
- Ein Bürger im Dritten Reich. Vortrag vor dem Rotary Club Hilden-Haan am 30. Juli 1981[2]
- Wirtschaftsstab Ost. Geschehen vor 40 Jahren. Vortrag vor dem Rotary Club Hilden-Haan am 5. Januar 1982[2]
- Unternehmungsführung und Partnerschaft. (Vortrag vor der Deutschen Gesellschaft für Betriebswirtschaft in Düsseldorf am 21. Februar 1957) Arbeitsgemeinschaft zur Förderung der Partnerschaft in der Wirtschaft, Hilden 1957.

### Artikel und Aufzeichnungen
- Aufgaben des „Kulturbundes“. Einigkeit in der Jugend? Kulturerhaltung? Alte Generation? Überlieferung? In: Rheinisches Volksblatt, vom 20. Mai 1932.[1]
- Schriften und Schreiben während seiner Militärzeit 1939–1943 im Wirtschaftsstab Ost.[2]
- 1944/45. Das Kriegsende in Hilden. (handschriftliche Tagebuchaufzeichnungen) In: Hildener Jahrbuch, Hilden 1986.[2]